# El milagro de sal
El milagro de sal es una película colombiana de 1958 dirigida por Luis Moya Sarmiento. Estrenada en el Festival de Cine de San Sebastián, fue protagonizada por Teresa Quintero, Julio Sánchez Vanegas, Bernardo Romero Lozano, Betty Valderrama y Hugo Pérez.

## Sinopsis
La película relata las difíciles condiciones en las que trabajan los obreros de las minas de sal. En este marco se desarrolla una historia de supervivencia.

## Reparto
- Teresa Quintero
- Julio Sánchez Vanegas
- Bernardo Romero Lozano
- Betty Valderrama
- Hugo Pérez
- David Manzur